# Битва при Саламіні (306)
Битва при Саламіні (306) — морська битва між флотами сина Антигона Одноокого Деметрія та єгипетського володаря Птолемея з часів війн діадохів за владу в державі Александра Македонського.
У 306 р. до н. е. Антигон Одноокий завдав удар по центру морської моці одного зі своїх супротивників — Птолемея. Останній тримав під контролем острів Кіпр, котрий мав критично важливе значення для його флоту, адже належна цьому єгипетському володарю сатрапія була позбавлена лісів, а Фінікія вже майже як десяток років перебувала в руках Антигона. Син останнього Деметрій висадився на острові та обложив Саламін, де чинив впертий спротив брат Птолемея Менелай. Птолемей поспішив на виручку до своїх військ з великим флотом — 140 бойових кораблів, а також дві сотні транспортних суден, котрі, окрім припасів, везли 10 тисяч вояків. Крім того, у випадку морської битви до них могли приєднатись 60 кораблів Менелая, котрі стояли в гавані Саламіна.
Флот Птолемея спершу підійшов до Пафоса на південно-західному узбережжі острова, після чого рушив уздовж південного узбережжя до Саламіну. Деметрій готувався зустріти ворога зі своїми 118-ма бойовими кораблями. Таким чином, супротивник мав суттєву кількісну перевагу, зате у Антигоніда було багато великих суден — його флот складався переважно з пентер (5 рядів весел), хоча були також десять гексер (6 рядів весел) та сім гептер (гіганти із 7 рядами весел). Залишивши на березі достатньо сил для блокади міста, на борт взяли багато найкращих бійців, а також велику кількість малих метальних машин.

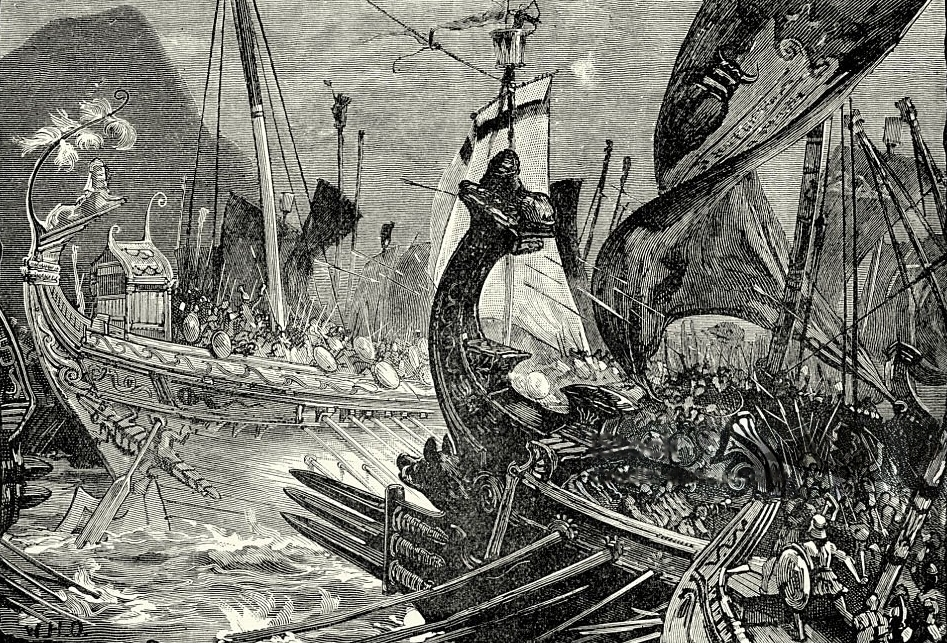
Ілюстрація битви при Саламіні з всесвітньої історії 1882 року випуску

Спершу Деметрій став біля виходу з саламінського порту, убезпечуючи себе від прориву кораблів Менелая. Коли ж наблизився Птолемей, Антигонід рушив на нього із 108 кораблями, залишивши ще 10 у вузькому проході до гавані — їх ввірили під командування наварха Антисфена, котрий отримав наказ за будь-яку ціну затримати саламінську ескадру. Всі свої найбільші кораблі Деметрій поставив на лівому фланзі, розраховуючи прорвати тут стрій супротивника та притиснути інші судна до берега. На останньому він розставив загони кінноти із завданням допомагати своїм потерпілим та знищувати ворога, який шукатиме спасіння на березі. Що стосується Птолемея, то він також поставив свої основні сили на лівому фланзі (тобто проти більш слабкої частини флота Деметрія), при цьому він не мав гексер та гептер.
В наступній битві гігантські кораблі Антигоніда розгромили праве крило супротивника, тоді як єгиптяни здобули перевагу на протилежному фланзі. Втім, наступний удар основних сил Деметрія по центру побудови призвів до повної поразки флоту Птолемея, котрий втратив 40 кораблів захопленими та 80 затонулими. Кораблі Менелая у підсумку все ж змогли пробитись із гавані, проте на той час вже все було скінчене і вони повернулись назад. Що стосується Деметрія, то його флот втратив 20 кораблів.
Поразка в морській битві стала для сил Птолемея справжньою катастрофою, оскільки він не висадив свою сухопутну армію на берег, а віз її на транспортних судах. Біля сотні з останніх були захоплені переможцями, котрі таким чином взяли у полон 8 тисяч солдатів. Невдовзі по цьому Саламін капітулював разом зі своєю ескадрою, а слідом за ним здались і всі інші міста Кіпру.  